# Sammlung Thule

Band 2 der Reihe mit Schutzumschlag (Felix Genzmers Edda-Übersetzung)

Die Sammlung Thule (vollständiger Titel: Thule – Altnordische Dichtung und Prosa) ist eine Buchreihe, die die mittelalterlichen isländisch-nordische Sagaliteraturen, mythologische Schriften der Edda und poetische Schriften der Skaldik in deutscher Übersetzung umfassend kompilierte. Die Reihe hatte in jedem Band ein von Friedrich Hermann Ernst Schneidler gestaltetes doppelseitiges Titelblatt und neben dem Diederichs-Löwen ein eigenes Reihenemblem in Gestalt eines Falken. Die Bände erschienen jeweils einheitlich in einer einfachereren Halbleinwandausstattung und einer besseren Ausgabe in Halbpergament und marmorierten Buchdeckeln. Außerdem gab es für die erste Serie eine limitierte Vorzugsausgabe in dunkelblauem Ganzleder auf Büttenpapier, für die zweite Serie in dunkelblauem Halbleder.  Die Sammlung Thule wurde anfänglich durch den Altgermanisten Felix Niedner im Verlag von Eugen Diederichs ab 1911 in zwei Reihen herausgegeben und 1930 mit Band 24 abgeschlossen. Zahlreiche zeitgenössische Fachgelehrte der Altgermanistik und Skandinavistik übernahmen die Verantwortung für die einzelnen Bände. Insbesondere die Ausgaben der eddischen Schriften erlangten wissenschaftlichen standardliterarischen Rang. Der letzte Band Sturlungengeschichten ist wegen der geringeren Bindequote der antiquarisch seltenste Titel der Thule-Reihe.
Nach heutigen Maßstäben sind sie mit Vorsicht zu lesen und an den meisten Universitäten wird davon abgeraten, mit diesen Übersetzungen zu arbeiten. Gründe dafür sind, dass teilweise Textstellen weggelassen wurden (wie z. B. über das Christentum), um eine perfekte heidnische Welt darzustellen.
Zwischen 1963 und 1967 folgte eine fachwissenschaftlich kommentierte und inhaltlich unveränderte Neuausgabe. 1971 wurde dieser Neuauflage der neuverfasste Einleitungsband: „Das Alte Island“ durch Hans Kuhn angeschlossen. In der Folge veröffentlichte der Verlag Teilausgaben und Zusammenstellungen aus der Reihe wie beispielsweise die Isländersagas unter den Rubriken:
- Isländersaga 1 – Erzählkunst
- Isländersaga 2 – Heldenepen
- Isländersaga 3 – Historische Fahrten und Abenteuer

1978 erschien ein überarbeiteter und erweiterter Einführungsband durch Kuhn.
Selbständig, unabhängig von der Reihe herausgegeben werden bis heute die populären Edda-Übertragungen, beziehungsweise die Übertragung der Lieder-Edda von Felix Genzmer. Eine neue Reihe Saga, die in den 90er Jahren im Diederichs-Verlag herausgegeben und in Neuübersetzungen an die alte Thule-Reihe anknüpfen sollte, wurde nach 8 Bänden wieder eingestellt.

## Bände
In Klammern gesetzt die verantwortlichen Autoren der Übertragungen.
- Erste Reihe
  - Einleitungsband: Islands Kultur zur Wikingerzeit (Felix Niedner)
  - Bd. 1 Edda I Heldendichtung (Felix Genzmer)
  - Bd. 2 Edda II Götterdichtung und Spruchdichtung (ders.)
  - Bd. 3 Die Geschichte vom Skalden Egil (Felix Niedner)
  - Bd. 4 Die Geschichte vom weisen Njal (Andreas Heusler)
  - Bd. 5 Die Geschichte von dem starken Grettir, dem Geächteten (Paul Herrmann)
  - Bd. 6 Die Geschichte von den Leuten aus dem Lachswassertal (Rudolf Meissner)
  - Bd. 7 Die Geschichte vom Goden Snorri (Felix Niedner)
  - Bd. 8 Fünf Geschichten von Ächtern und Blutrache (Andreas Heusler, Friedrich Ranke)
  - Bd. 9 Vier Skaldengeschichten (Felix Niedner)
  - Bd. 10 Fünf Geschichten aus dem westlichen Nordland (Walter Heinrich Vogt, Frank Fischer)
  - Bd. 11 Fünf Geschichten aus dem östlichen Nordland (Wilhelm Ranisch, Walter Heinrich Vogt)
  - Bd. 12 Sieben Geschichten von den Ostlandfamilien (Gustav Neckel)
  - Bd. 13 Grönländer und Färinger Geschichten (Erich von Mendelssohn 1912, 1929 Neuübertragung Felix Niedner)

- Zweite Reihe
  - Bd. 14 Snorris Königsbuch I (Heimskringla) (Felix Niedner)
  - Bd. 15 Snorris Königsbuch II (Heimskringla) (ders.)
  - Bd. 16 Snorris Königsbuch III (Heimskringla) (ders.)
  - Bd. 17 Norwegische Königsgeschichten I (ders.)
  - Bd. 18 Norwegische Königsgeschichten II (ders.)
  - Bd. 19 Die Geschichte von den Orkaden, Dänemark und der Jomsburg (Walter Baetke)
  - Bd. 20 Die jüngere Edda (Gustav Neckel, Felix Niedner; Herausgeber und Übertragung)
  - Bd. 21 Isländische Heldenromane (Paul Herrmann)
  - Bd. 22 Die Geschichte Thidreks von Bern (Fine Erichsen)
  - Bd. 23 Islands Besiedlung und älteste Geschichte (Walter Baetke)
  - Bd. 24 Geschichten vom Sturlungengeschlecht (ders.)